# Uruski-Palast

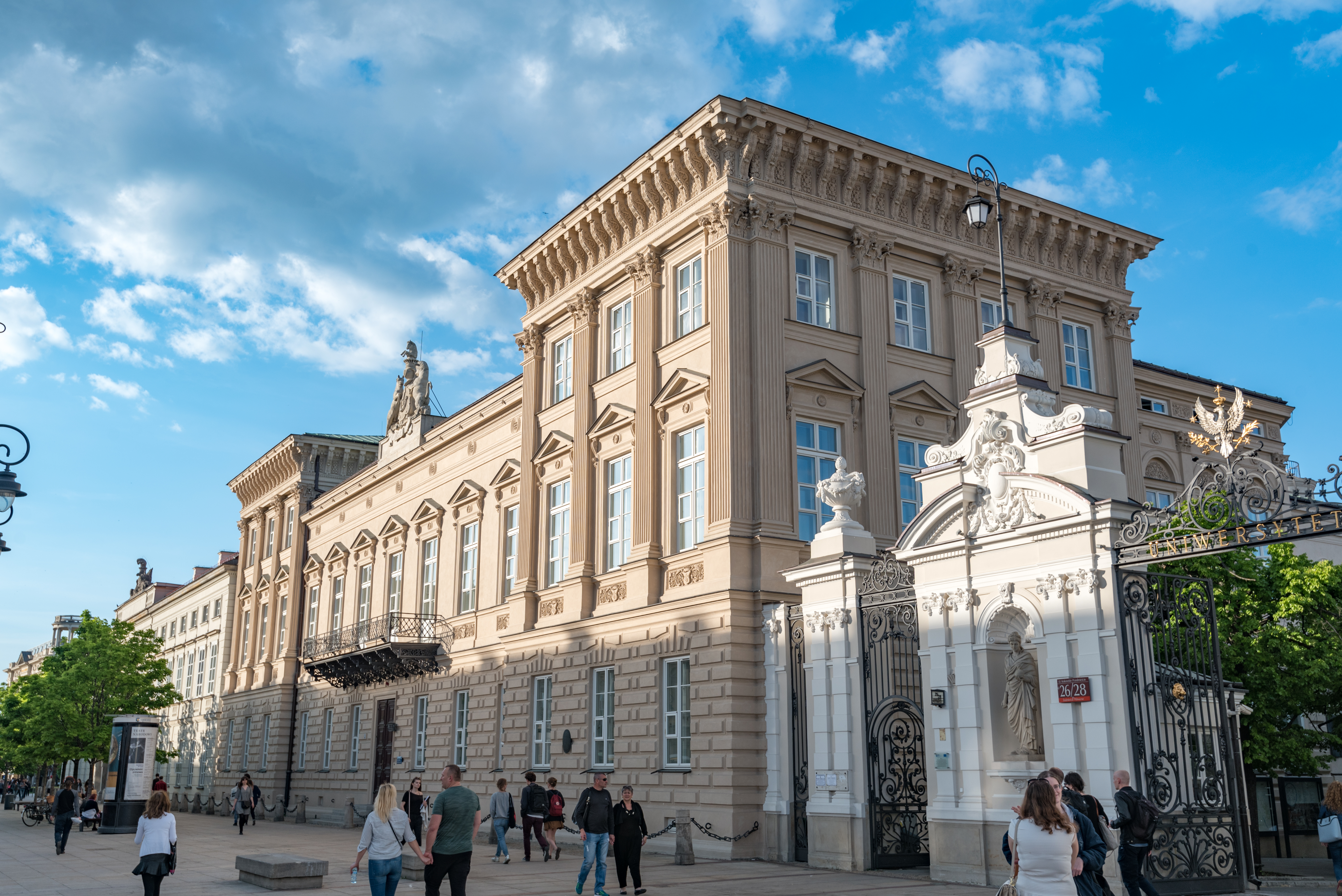
Das Kerngebäude des Palastes aus südlicher Sicht von der Krakowskie Przedmieście aus. Rechts ist das Eingangstor zum Universitäts-Campus erkennbar

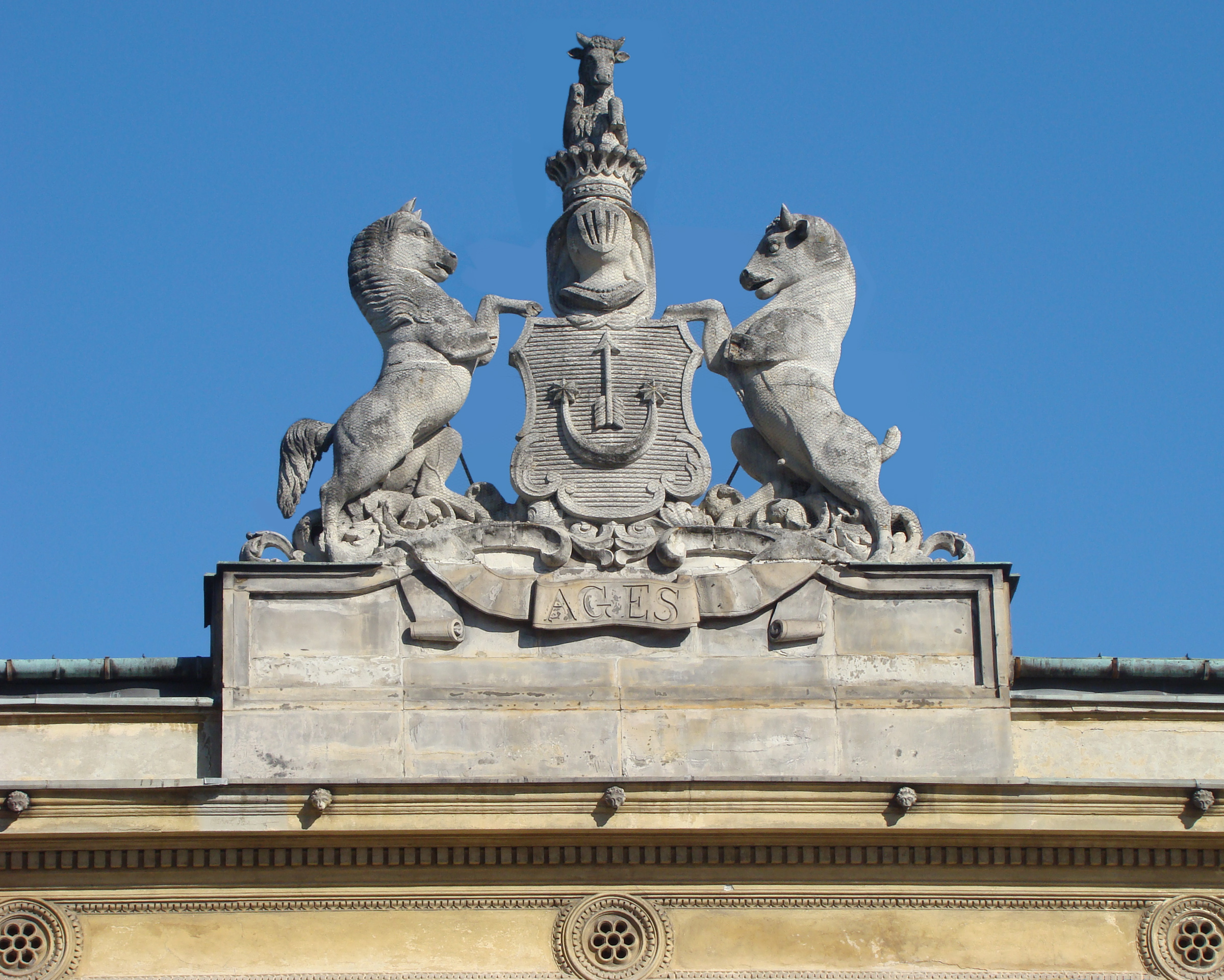
Das „Sas“-Wappen des Bauherrn Seweryn Uruski auf dem Gebäude

Der Uruski-Palast (auch Czetwertyński-Palast genannt, in Polnisch: Pałac Uruskich oder Czetwertyńskich) ist eine Warschauer Stadtresidenz an dem Prachtboulevard Krakowskie Przedmieście (Nr. 30). Heute befindet sich in dem Palast im Neorenaissance-Stil der Sitz des Instituts für Geographie der Warschauer Universität.

## Geschichte
Der Palast liegt am historischen Teil des Warschauer Königsweges etwa gegenüber dem Czapski-Palast und ist heute Teil des Campus der Warschauer Universität. Direkt angrenzend steht im Norden der Tyszkiewicz-Palast und im Süden das prächtige Eingangstor zum Campus. Der Uruski-Palast befindet sich an Stelle einer anderen Residenz, die 1741 – wahrscheinlich von Johann Sigmund Deybel von Hammerau – für Stanisław Poniatowski, den Vater des späteren polnischen Königs, Stanislaus II. August Poniatowski, erbaut worden war. In diesem Gebäude erfuhr der junge Poniatowski von seiner Wahl zum König. Das Aussehen des ersten Palastes an der Stelle ist bekannt, da es vom Maler Bernardo Bellotto (Canaletto) auf einem Gemälde der Krakowskie Przedmieście abgebildet ist. Vor dem Bau dieses Barockpalastes befanden sich hier sechs Holzhäuser, die 1656 nach dem Abriss von im 16. Jahrhundert errichteten königlichen Pferdeställen des Sigismund II. August gebaut worden waren.
Im Jahr 1775 erhielt die Enkelin des Erbauers, Konstancja, den Palast als Mitgift bei der Hochzeit mit Ludwik Tyszkiewicz. Von deren Tochter Anna wurde das Gebäude 1820 an Stanisław Mokronowski verkauft, über dessen Tochter Antonia Potocka es schließlich an Seweryn Uruski gelangte.

### Neubau
Uruski ließ den alten Palast abreißen und in den Jahren 1844 bis 1847 eine neue Residenz nach einem Entwurf von Andrzej Gołoński errichten. Die plastischen Ausschmückungen führte damals Ludwik Kaufmann aus. Der neue Palast war im Renaissancestil gehalten; das zweigeschossige, in der Bebauungsflucht der Krakowskie Przedmieście stehende, regelmäßige Kerngebäude erhielt zwei markante dreigeschossige Seitenrisalite, die in den beiden oberen Geschossen durch korinthische Pilaster gegliedert sind. Mittig auf der Vorderfront befindet sich eine von Kaufmann geschaffene rund zwei Meter hohe, freistehende Kartusche mit dem Wappen des Bauherren.
Der Innenhof des Palastes wurde asymmetrisch angelegt. Ein heute nicht mehr bestehendes Tor im nördlichen Seitenrisaliten ermöglichte den Zugang zum Hof von der Krakowskie Przedmieście aus. An der Südflanke des Grundstückes wurde ein zweigeschossiger Flügel errichtet. Dieses Gebäude ist unregelmäßig gebaut, verfügt über einen mächtigen Mittelrisaliten zum Innenhof und einen kleinen, runden Turm. Von hier aus konnte man auf den heutigen Universitätshof in Richtung des Kazimierz-Palastes (heute Rektorat) gelangen. Die Familie Uruski bewohnte nur den Kernbau, in den Nebengebäuden befanden sich Mietwohnungen.
Beim Tode Uruskis erbte dessen Frau Ermancja das Anwesen, von ihr ging es an die seit 1872 mit Włodzimierz Światopełk-Czetwertyński verheiratete Tochter Maria über. Ab dann war der Palast somit Eigentum der Familie Czetwertyński, die ihn von 1893 bis 1895 unter Józef Huss restaurieren und modernisieren ließ. Huss baute vor allem die Nebengebäude um und ersetzte das nördlich liegende durch ein neues Objekt, in dessen Erdgeschoss Remisen und Pferdeställe, im Obergeschoss Wohnungen eingerichtet wurden. Die Familie Czetwertyński blieb bis 1946 Eigentümer des Palastes.

### Krieg und Nachkriegszeit
Beim deutschen Angriff 1939 wurde der Palast von Bomben getroffen und teilweise zerstört. 1944 brannte er beim Warschauer Aufstand erneut und noch verbliebene Reste wurden danach von deutschen Truppen abgerissen. In den Jahren 1948 bis 1951 wurde er unter Leitung von Jan Dąbrowski wiederaufgebaut. Seitdem fungiert er als Sitz des geographischen Institutes der Universität (poln. Instytut Geografii Uniwersytetu Warszawskiego), heute als Institut für Geographie und Regionales (polnisch Wydział Geografii i Stosunków Regionalnych) bezeichnet.